# Jacques-Paul Migne

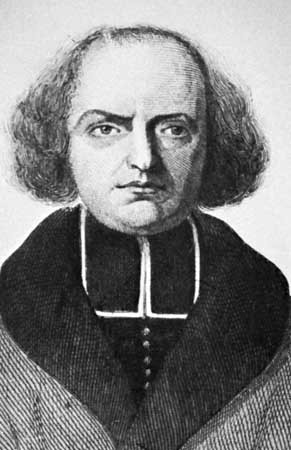
Jacques-Paul Migne in einem Stich von E. Tailland

Jacques-Paul Migne, genannt Abbé Migne (* 25. Oktober 1800 in Saint-Flour, Département Cantal; † 25. Oktober 1875 in Paris), war ein französischer Priester, der preiswerte und weit verbreitete Ausgaben von theologischen Werken, Enzyklopädien und Texten der Kirchenväter veröffentlichte (Patrologia Latina/Patrologia Graeca).

## Leben
Jacques-Paul Migne studierte Theologie in Orléans, wurde 1824 zum Priester geweiht und mit der Pfarre Puiseaux in der Diözese Orléans betraut, wo sein kompromissloser ultrakatholischer Royalismus nicht mit der neuen Regierung unter Louis-Philippe I. in Berührung kam. 1833, nach dem Zerwürfnis wegen eines von ihm veröffentlichten Pamphlets, ging er nach Paris, wo er am 3. November die Zeitschrift L’Univers religieux erstmals veröffentlichte, die er unabhängig von politischen Einflüssen halten wollte. Schnell hatte er 1800 Abonnenten geworben. Er war der Herausgeber der Zeitschrift, die später das ultramontane Organ L’Univers seines Mitherausgebers Louis Veuillot (1813–1883) werden sollte.
Migne war nun von der Macht der Presse und dem Wert weit verbreiteter unbearbeiteter Information überzeugt. 1836 gründete er sein großes Verlagshaus im Pariser Vorort Petit-Montrouge. Hier publizierte er in schneller Folge viele religiöse Werke für den Gebrauch im niederen Klerus, deren geringer Preis eine weite Verbreitung sicherstellte. Die bekanntesten davon sind: Scripturae sacrae cursus completus („Vollständiger Lehrgang in den heiligen Schriften“), in denen ein breites Repertoire an Kommentaren zu den Büchern der Bibel gesammelt war, und Theologiae cursus, jedes in 28 Bänden, 1840–1845; Démonstrations Évangéliques (5 Bände, 1843–1853); Collection des auteurs sacrés (100 Bände, 1846–1848); Encyclopédie théologique (171 Bände, 1844–1846).
Die drei großen Serien, die seinen Ruf begründeten, waren: Patrologiae cursus completus, die lateinische Reihe in 221 Bänden (1844–1855); die griechische Reihe, anfangs auf Latein veröffentlicht (85 Bände, 1856–1857), dann zweisprachig mit griechischen Texten und lateinischer Übersetzung (165 Bände, 1857–1858). Obwohl sie von den Gelehrten durchweg kritisiert wurden, konnten die hastig herausgegebenen, billig gedruckten und weitverbreiteten Texte, darunter auch eine Gesamtausgabe der Werke von Hildegard von Bingen, nur langsam und über anderthalb Jahrhunderte hinweg durch kritischere Ausgaben ersetzt werden. Noch heute sind diejenigen Teile der Patrologia, zu denen keine neueren Editionen existieren, einzigartig und damit wertvoll, denn es handelt sich um eine weit vollständigere Sammlung patristischer Literatur, als seitdem jemals wieder verlegt wurde. Der Index ist schon alleine deswegen nützlich, um in den patristischen Schriften die gesuchten Stellen zu finden. Allerdings sind viele Exemplare aufgrund des billigen Papiers mittlerweile fragil geworden. Die Patrologia Latina (PL) liegt seit 1993 auch in elektronischer Version vor, siehe dazu den Artikel Patrologia Latina.
Migne umging den Buchhandel durch Direktvertrieb. Seine Imprimerie Catholique wurde zu einer der größten Druckereien im Privatbesitz in Frankreich, allerdings brannte sie in der Nacht vom 12. auf den 13. Februar 1868 ab; die von ihm abgeschlossenen Versicherungsverträge entschädigten ihn nur zu einem geringen Teil.
Kurz darauf verbot der Erzbischof von Paris ihm die Weiterführung des Betriebs und suspendierte ihn von seinen priesterlichen Funktionen. Der Deutsch-Französische Krieg von 1870/71 führte zu weiteren Verlusten. Schließlich erließ Papst Pius IX. ein Dekret, in dem der Gebrauch von Messstipendien als Gegenleistung für die Bücher untersagt wurde – Migne und seine Publikationen wurden in dem Dekret namentlich erwähnt.
Migne starb 1875, ohne seinen früheren Wohlstand wieder erreicht zu haben, und seine Imprimerie Catholique ging 1876 in die Hände der Brüder Garnier über.
Die Patrologia Latina und die Patrologia Graeca gehören gemeinsam mit den Monumenta Germaniae Historica zu den großen Beiträgen des 19. Jahrhunderts zur Patrologie- und Mittelalterforschung. Innerhalb der Katholischen Kirche gaben Mignes Editionen viele Originaltexte erstmals in die Hand des Klerus.